# VW typ 82 Kübelwagen

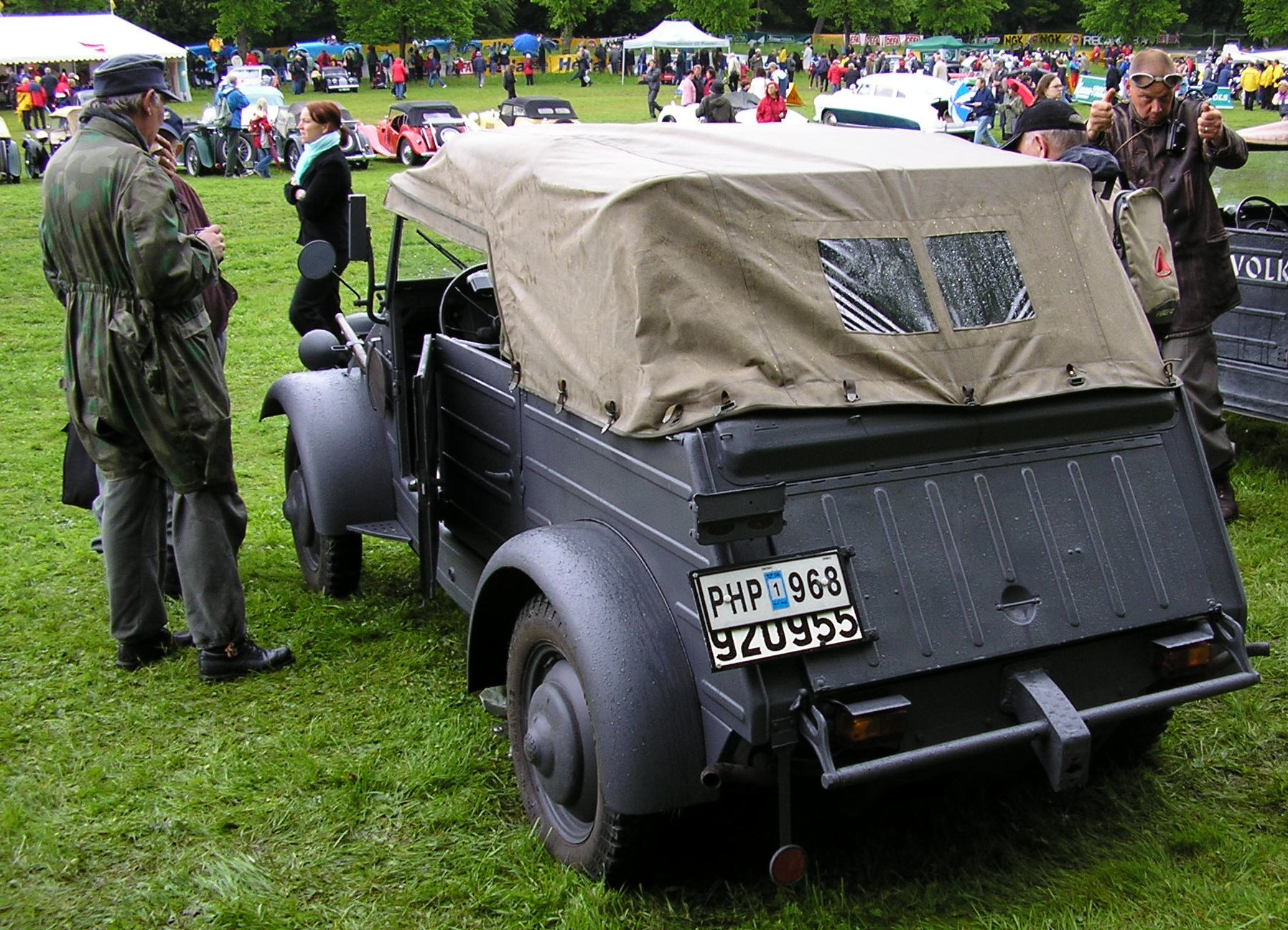
VW Kübelwagen — tył

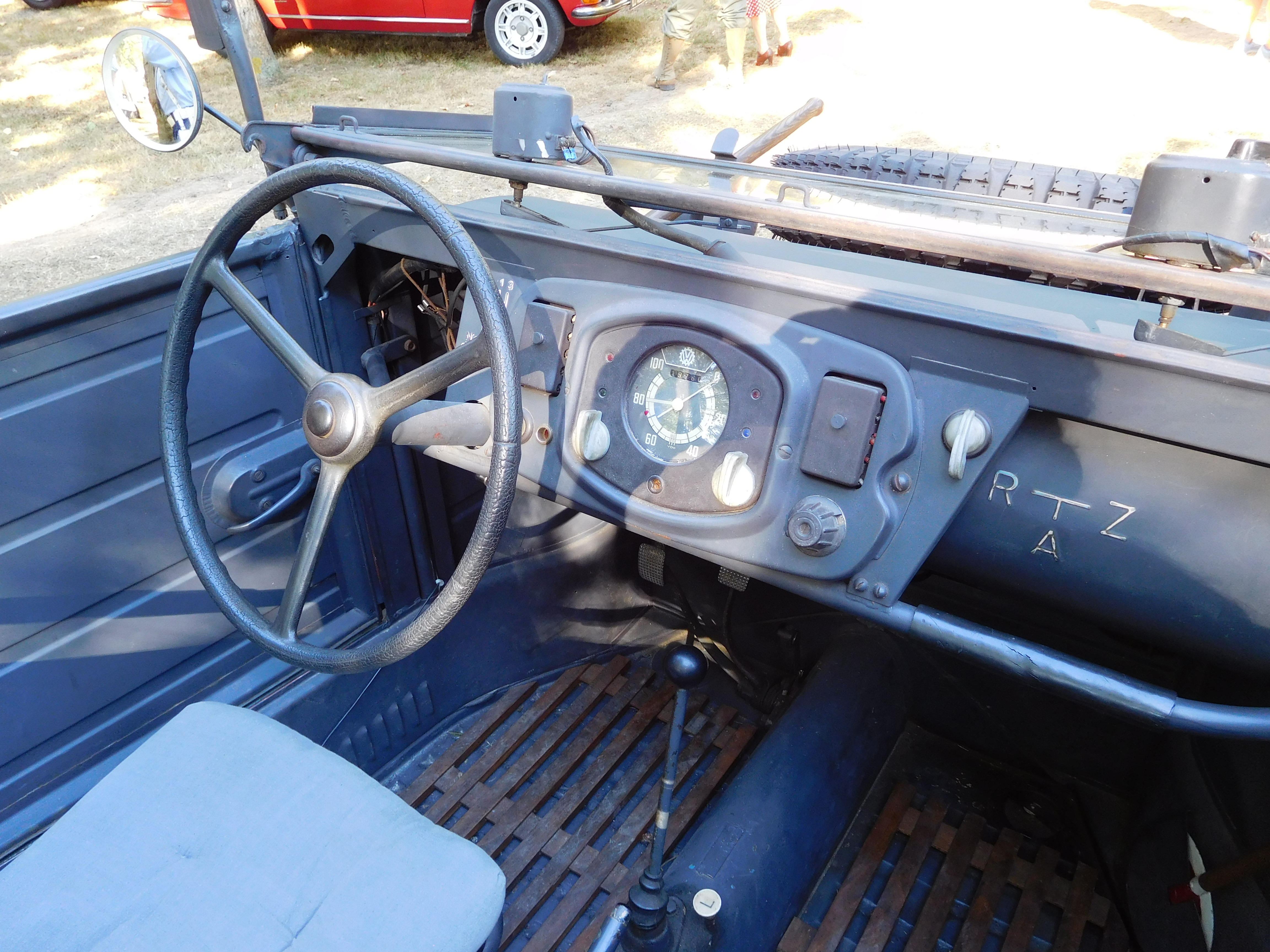
Deska rozdzielcza

VW typ 82 Kübelwagen – samochód osobowo-terenowy konstrukcji niemieckiej z okresu II wojny światowej. Była to wojskowa wersja samochodu osobowego Volkswagen Typ 1.

## Historia
Od połowy lat 20 XX w. armia niemiecka poszukiwała lekkiego samochodu osobowego o podwyższonych możliwościach poruszania się w terenie. Według przyjętych założeń miały one mieć standardowe podwozia 4x2 i całkowicie otwarte nadwozia. Dla ochrony przed złymi warunkami atmosferycznymi miały być wyposażone w składany brezentowy dach i zwijane brezentowe osłony w miejscu drzwiczek. Pojazdy te miały mieć prześwit podwyższony poprzez montowanie większych kół, a także wzmocnione resory, przebudowane układy wydechowe i hamulce. Bezpieczeństwo załogi samochodu podczas jazdy terenowej miały podnosić specjalnie ukształtowane kubełkowe siedzenia. Dawały one dodatkowe oparcie boczne, zabezpieczające przed wypadnięciem z pojazdu. Początkowo z powodu takich siedzeń lekkie terenowe pojazdy osobowe były nazywane przez żołnierzy Kübelsitze. Później - Kübelsitzwagen. Ostatecznie przyjęła się skrócona nazwa - Kübelwagen. Z czasem nazwa ta stała się tradycyjnym określeniem niemieckich dwuosiowych pojazdów terenowych z odkrytym nadwoziem nawet wtedy, kiedy przestały być wyposażane w charakterystyczne siedzenia. Armia niemiecka (Reichswehra, a później Wehrmacht) używała pojazdów tego typu wielu różnych marek. Często były to „uterenowione” cywilne samochody osobowe. 
Pierwsze rozmowy na temat wojskowej wersji Volkswagena miały miejsce już w 1934 roku. Miał to być pojazd przystosowany do przewozu trzech żołnierzy oraz lekkiego karabinu maszynowego wraz z amunicją. Ideę tę jednak zarzucono. Do koncepcji powrócono 14 stycznia 1938. Biorący udział w testach „garbusa” SS-Hauptsturmführer A. Liese przedstawił Urzędowi Uzbrojenia Wojsk Lądowych koncepcję wojskowego wykorzystania tego samochodu. Propozycja została przyjęta i już 3 listopada 1938 nastąpiła prezentacja pierwszego prototypu nowego pojazdu noszącego oznaczenie VW typ 62. Miał on odkryte stalowe opływowe nadwozie. Nie miał drzwiczek, a przednia szyba nie była składana. Bardzo przypominał „garbusa”. Jeszcze w tym samym miesiącu rozpoczęły się próby na poligonie w Münsingen. Wykazały one przede wszystkim potrzebę opracowania odmiany 4x4 (tzn. z napędem na wszystkie koła). Zostało to jednak zbagatelizowane przez konstruktorów. Przyjęto koncepcję niewprowadzania zmian w konstrukcji podwozia pierwowzoru. Później okazało się, że był to największy błąd projektantów pojazdu. Na początku 1939 VW typ 62 otrzymał nowe nadwozie. Różniło się ono od seryjnego drobnymi szczegółami. Zbudowane było z cienkich blach stalowych usztywnionych podłużnymi wytłoczeniami. Miało czworo drzwiczek, składaną przednią szybę i brezentowy dach. Ta wersja została pokazana publicznie podczas salonu motoryzacyjnego w Wiedniu w 1939. Po dalszych testach (w tym bojowym użyciu prototypu w Polsce) Urząd Uzbrojenia Wojsk Lądowych zażądał zmian poprawiających własności terenowe samochodu. Nowa wersja była gotowa w grudniu 1939. Miała ona powiększony prześwit oraz zmienione przełożenia skrzyni biegów. Zamontowano też pomocniczą przekładnię na tylnej osi. Pojazd był napędzany 4-cylindrowym silnikiem pochodzącym z samochodu cywilnego. Nosił oznaczenie VW typ 82. Podjęto decyzję o przyjęciu go do produkcji seryjnej. Podjęto też decyzję, że będzie on standardowym lekkim samochodem armii niemieckiej.

## Produkcja
Seryjną produkcję pojazdu, noszącego oficjalne oznaczenie le. gl. Pkw-Kl Typ 82, rozpoczęto wiosną 1940 roku. Pierwszych 25 egzemplarzy zostało zbudowane jeszcze w Stuttgarcie. W maju produkcję przeniesiono do zakładów w KdF Stadt (Wolfsburg). W maju zmontowano 100 egzemplarzy, w czerwcu 200, a w lipcu 275. Do grudnia 1940 powstał pierwszy 1000 egzemplarzy. Produkowano cztery podstawowe wersje:
- czteromiejscowy samochód terenowy Kfz. 1. Wyprodukowano 37 320 sztuk.
- czteromiejscowy pojazd obserwacyjny Kfz. 3. Wyprodukowano 7545 sztuk.
- trzymiejscowy, lekki pojazd łączności Kfz. 2. Wyprodukowano 3326 sztuk.
- dwumiejscowy pojazd warsztatowy Kfz. 2/4. Wyprodukowano 273 sztuki.

W trakcie produkcji pojazdy były stale modyfikowane. Modyfikacje wg numeru podwozia, od którego zostały wprowadzone:
- 1501 - sprzęgło z dwiema sprężynami dociskowymi (w miejsce jednej).
- 4402 - stacyjka z kluczykiem.
- 5000 - dłuższy i wzmocniony tylny zderzak.
- 6803 - osłona przekładni.
- 8500 - nowy typ podnośnika i specjalny otwór w podłużnicy.
- 9001 - płyta stalowa chroniąca silnik od spodu.
- 9501 - wydech z boku silnika i ogrzewanie kabiny.
- 11280 - nowe śruby mocujące tylne koła.
- 14001 - nowy, większy filtr paliwa.
- 15371 - wzmocnienia przednich i tylnych haków holowniczych. Nowe położenie stacyjki.
- 15518 - zbiorniczek paliwa do rozruchu silnika.
- 15656 - rezygnacja z instalowania kierunkowskazów.
- 17001 - rezygnacja z instalowania rozrusznika.
- 20292 - większy silnik o pojemności 1131 cm³ i mocy 25 KM. Dotychczas stosowano silnik o pojemności 985 cm³ i mocy 23,5 KM.
- 25001 - mniejsza tablica wskaźników.
- 29001 - nowa maska silnika z mniejszymi szczelinami wentylacyjnymi.
- 32624 - nowy filtr powietrza.

## Służba
Prototypowe pojazdy VW typ 62 zostały sprawdzone w warunkach bojowych w czasie agresji na Polskę w 1939 roku. Seryjne samochody VW typ 82 zostały użyte w trakcie walk we Francji. Pierwsze większe dostawy do jednostek liniowych nastąpiły w połowie 1940. Od tego czasu Kübelwagen stał się jednym z podstawowych pojazdów armii niemieckiej. Używany był we wszystkich rodzajach wojsk, na wszystkich frontach wojny.

## Pozostałe dane techniczne
- Rozstaw osi: 2400 mm
- Rozstaw kół:
  - przód:1356 mm
  - tył: 1360 mm
- kąt wejścia (natarcia): 60°
- Kąt zejścia: 38°
- Napęd - silnik benzynowy Volkswagen, 4-cylindrowy, 4-suwowy w układzie "bokser" o pojemności 985 lub 1130 cm³.
- Moc - 17,0 KW przy 3300 obr./min (985 cm³) lub 18,4 KW przy 3300 obr./min (1130 cm³)
- Zużycie paliwa - 8 l/100km